# Electronic Enlightenment
Electronic Enlightenment (lett. "illuminismo elettronico", in sigla EE) è un progetto di ricerca scientifica che digitalizza la corrispondenza di tutte le personalità più importanti del XVIII secolo, detto il Secolo dei Lumi, per la diffusione degli ideali illuministi. 
EE permette la ricerca avanzata per parole chiave e altre opzioni, come nome, citazione, e così via, tra tutti i voluminosi testi. 
EE include, per esempio, l'intera corrispondenza di Voltaire in versione integrale: tutte le 21 222 lettere dei 51 volumi dell'edizione a stampa Besterman sono disponibili in formato digitalizzato, con possibilità di ricerca con parole chiave diverse, possono essere stampati e copiati. Le nuove lettere scoperte vengono aggiunte continuamente. 
EE consente anche l'accesso in testo integrale di 2.877 lettere della corrispondenza di Jean-Jacques Rousseau.

## Origine
Questo progetto d'informatica umanistica è stato avviato dalla Fondazione Voltaire nel 1995.
Pubblicata per la prima volta su Internet nel 2008, la banca dati EE è cresciuta fino a includere, nella primavera del 2024, 79 254 lettere e documenti, provenienti da 10 232 corrispondenti.
La piattaforma Electronic Enlightenment viene continuamente aggiornata.
Finanziato dalla Mellon Foundation e distribuito commercialmente dalla Oxford University Press (OUP), Electronic Enlightenment è disponibile online, dov'è ospitato da un server della Biblioteca Bodleiana. L'accesso gratuito a questa banca dati è possibile in alcune biblioteche universitarie, mentre al di fuori degli istituti, l'accesso è a pagamento. Il progetto è stato premiato nel 2010 dalla British Society for Eighteenth-Century Studies (BSECS).

## Informatica umanistica
Le risorse d'informatica umanistica e l'integrazione di strumenti informatici nelle discipline umanistiche rendono più rapide ed efficienti le ricerche di brani letterari all'interno di testi voluminosi. 
La maggior parte dei testi è disponibile in inglese e francese, ma sono presenti anche altre lingue tra cui il tedesco, il greco, l'italiano, il latino, il nederlandese, il portoghese, il russo, lo spagnolo e lo svedese. 
I testi digitalizzati sono corredati di riferimenti incrociati, informazioni biografiche e numerose annotazioni editoriali.

## La Repubblica delle lettere
I letterati illuministi parlavano di una «Repubblica delle Lettere» per esprimere l'idea che i pensieri dovessero circolare liberamente, creando una rete di corrispondenza, un network, una 'web', come diremmo oggi.
L'idea alla base del progetto Electronic Enlightenment è una trasposizione della rete comunicativa del XVIII secolo nel web del XXI secolo:
(Nicholas Cronke e Robert McNamee, Le projet Electronic Enlightenment de la Voltaire Foundation)

## Distant reading
Il filologo italiano Franco Moretti ha introdotto nei suoi studi i termini distant reading (lettura a distanza) e close reading (lettura ravvicinata). L’espressione distant reading indica una scelta critica che si allontana dal singolo testo e che abbraccia un vasto corpus:
(Franco Moretti, citato da The slow progress of computational literary criticism)
Parte del progetto Electronic Enlightenment è Tout Voltaire, un database sviluppato dalla Voltaire Foundation di Oxford in collaborazione con l'Università di Chicago. 
Tout Voltaire consente di cercare tutti gli scritti di Voltaire, portando l'utente fino al testo completo. L'uso di questo strumento di ricerca filologica a testo integrale è gratuito.